# بوكيمون إكس دي: غال أوف داركنيس
بوكيمون إكس دي: غال أوف داركنيس (بالإنجليزية: Pokémon XD: Gale of Darkness)‏، هي لعبة فيديو تقمص الأدوار طورتها جينيوس سونوريتي، ونشرتها نينتندو وذا بوكيمون كومباني على غيم كيوب سنة 2005.

## الملاحظات
1. ↑  تُعرف اللعبة في اليابان باسم: بوكيمون إكس دي: ويرلويند أوف داركنيس دارك لوغيا (بالإنجليزية: Pokémon XD: Whirlwind of Darkness Dark Lugia‎؛ باليابانية: ポケモンXD 闇の旋風ダーク・ルギア‎، ‏بوكيمون إيكوسودِ نو سينبُ دَكو روغيا؟)

## وصلات خارجية
- بوكيمون إكس دي: غال أوف داركنيس على موقع IMDb (الإنجليزية)

- (بالإنجليزية)
- (باليابانية)